# Bandy-Weltmeisterschaft 2015
| WM 2015 Russland | WM 2015 Russland   |
| ---------------- | ------------------ |
| Gold             | Russland           |
| Silber           | Schweden           |
| Bronze           | Kasachstan         |
| 4.               | Finnland           |
| 5.               | Norwegen           |
| 6.               | Belarus            |
| 7.               | Lettland           |
| 8.               | Vereinigte Staaten |
| 9.               | Estland            |
| 10.              | Ungarn             |
| 11.              | Niederlande        |
| 12.              | Deutschland        |
| 13.              | Japan              |
| 14.              | Mongolei           |
| 15.              | China              |
| 16.              | Somalia            |

Die 35. Bandy-Weltmeisterschaft fand vom 1. Februar 2015 bis zum 6. Februar 2015, für die Mannschaften der Gruppe B in Chabarowsk, Russland statt.
Die Mannschaften der Gruppe A spielten vom 29. März 2015 bis zum 4. April 2015.
Chabarowsk ist damit nach der Bandy-Weltmeisterschaft 1981 zum zweiten Mal Austragungsort der Bandy-Weltmeisterschaft. Weitere Kandidaten für das Turnier waren Minsk in Belarus und Helsinki in Finnland, wobei Minsk im August 2013 seine Kandidatur zurückzog.
Es sind 16 teilnehmende Nationen (Lettland spielt in beiden Gruppen), unterteilt in Gruppe A und Gruppe B, welche nochmal in eine Untergruppe A und B unterteilt ist. Die angekündigte Schweiz nimmt nicht daran teil.

## Teilnehmende Mannschaften
|             | A-Weltmeisterschaft | A-Weltmeisterschaft | A-Weltmeisterschaft |  | B-Weltmeisterschaft | B-Weltmeisterschaft | B-Weltmeisterschaft |
| Europa      | Finnland            | Russland            | Belarus             |  | Lettland            | Niederlande         | Estland             |
|             | Norwegen            | Schweden            | Lettland            |  | Ungarn              | Deutschland         |                     |
| Nordamerika | Vereinigte Staaten  |                     |                     |  |                     |                     |                     |
| Asien       | Kasachstan          |                     |                     |  | Japan               | Mongolei            | China               |
| Afrika      |                     |                     |                     |  | Somalia             |                     |                     |

## A-Weltmeisterschaft

### Vorrunde

#### A-Gruppe
| Pl. |            | Sp | S | U | N | Tore | Diff | Punkte |
| 1.  | Schweden   | 3  | 2 | 1 | 0 | 15:6 | +9   | 5      |
| 2.  | Russland   | 3  | 2 | 1 | 0 | 20:3 | +17  | 5      |
| 3.  | Kasachstan | 3  | 0 | 1 | 2 | 8:22 | −14  | 1      |
| 4.  | Finnland   | 3  | 0 | 1 | 2 | 5:17 | −12  | 1      |

| 29. März 2015, 16:30 Uhr | Schweden   | 5 : 1 (3 : 0)  | Finnland   | Jerofej Arena, Chabarowsk 2.222 Zuschauer |
| 29. März 2015, 20:00 Uhr | Kasachstan | 1 : 10 (1 : 5) | Russland   | Jerofej Arena, Chabarowsk 7.292 Zuschauer |
| 30. März 2015, 16:30 Uhr | Schweden   | 9 : 4 (3 : 0)  | Kasachstan | Jerofej Arena, Chabarowsk 1.321 Zuschauer |
| 30. März 2015, 20:00 Uhr | Russland   | 9 : 1 (5 : 0)  | Finnland   | Jerofej Arena, Chabarowsk 8.962 Zuschauer |
| 31. März 2015, 16:30 Uhr | Kasachstan | 3 : 3 (1 : 2)  | Finnland   | Jerofej Arena, Chabarowsk 1.453 Zuschauer |
| 31. März 2015, 20:00 Uhr | Russland   | 1 : 1 (0 : 1)  | Schweden   | Jerofej Arena, Chabarowsk 9.889 Zuschauer |

#### B-Gruppe
| Pl. |                    | Sp | S | U | N | Tore  | Diff | Punkte |
| 1.  | Norwegen           | 3  | 2 | 1 | 0 | 23:15 | +8   | 5      |
| 2.  | Belarus            | 3  | 2 | 0 | 1 | 27:22 | +5   | 4      |
| 3.  | Vereinigte Staaten | 3  | 1 | 1 | 1 | 20:20 | 0    | 3      |
| 4.  | Lettland           | 3  | 0 | 0 | 3 | 10:23 | −13  | 0      |

| 29. März 2015, 10:00 Uhr | Vereinigte Staaten | 5 : 2 (0 : 0)  | Lettland           | Jerofej Arena, Chabarowsk 1.276 Zuschauer |
| 29. März 2015, 13:00 Uhr | Belarus            | 5 : 9 (3 : 5)  | Norwegen           | Jerofej Arena, Chabarowsk 1.342 Zuschauer |
| 30. März 2015, 10:00 Uhr | Lettland           | 4 : 10 (0 : 7) | Belarus            | Jerofej Arena, Chabarowsk 418 Zuschauer   |
| 30. März 2015, 13:00 Uhr | Norwegen           | 6 : 6 (4 : 2)  | Vereinigte Staaten | Jerofej Arena, Chabarowsk 746 Zuschauer   |
| 31. März 2015, 10:00 Uhr | Lettland           | 4 : 8 (2 : 3)  | Norwegen           | Jerofej Arena, Chabarowsk 501 Zuschauer   |
| 31. März 2015, 13:00 Uhr | Belarus            | 12 : 9 (7 : 4) | Vereinigte Staaten | Jerofej Arena, Chabarowsk 1.211 Zuschauer |

### Endrunde

#### Viertelfinale
| 1. April 2015, 10:00 Uhr | Kasachstan | 26 : 8 (17 : 5) | Belarus            | Jerofej Arena, Chabarowsk 1.147 Zuschauer |
| 1. April 2015, 13:00 Uhr | Finnland   | 13 : 5 (7 : 1)  | Norwegen           | Jerofej Arena, Chabarowsk 1.499 Zuschauer |
| 1. April 2015, 16:30 Uhr | Schweden   | 14 : 2 (7 : 2)0 | Lettland           | Jerofej Arena, Chabarowsk 724 Zuschauer   |
| 1. April 2015, 20:00 Uhr | Russland   | 17 : 2 (7 : 0)  | Vereinigte Staaten | Jerofej Arena, Chabarowsk 3.951 Zuschauer |

#### Halbfinale
| 2. April 2015, 16:00 Uhr | Finnland   | 1 : 10 (0 : 3) | Schweden | Jerofej Arena, Chabarowsk 2.323 Zuschauer |
| 2. April 2015, 20:00 Uhr | Kasachstan | 0 : 14 (0 : 6) | Russland | Jerofej Arena, Chabarowsk 7.274 Zuschauer |

#### Platzierungsspiele 5–8
| 3. April 2015, 12:00 Uhr | Lettland | 6 : 4 (2 : 3)  | Vereinigte Staaten | Jerofej Arena, Chabarowsk 1.395 Zuschauer |
| 3. April 2015, 16:00 Uhr | Norwegen | 16 : 6 (7 : 1) | Belarus            | Jerofej Arena, Chabarowsk 666 Zuschauer   |

#### Kleines Finale
| 3. April 2015, 20:00 Uhr | Finnland | 6 : 8 (5 : 4) | Kasachstan | Jerofej Arena, Chabarowsk 3.365 Zuschauer |

#### Finale
| 4. April 2015, 16:00 Uhr | Russland | 5 : 3 (1 : 2) | Schweden | Jerofej Arena, Chabarowsk 10.000 Zuschauer |

## B-Weltmeisterschaft

### Vorrunde

#### A-Gruppe
Die Spiele der B-Weltmeisterschaft werden im Format 2 × 45 Minuten ausgetragen.
| Pl. |          | Sp | S | U | N | Tore  | Diff | Punkte |
| 1.  | Estland  | 3  | 2 | 1 | 0 | 17:14 | +3   | 5      |
| 2.  | Lettland | 3  | 2 | 0 | 1 | 12:6  | +6   | 4      |
| 3.  | Ungarn   | 3  | 1 | 0 | 2 | 10:14 | −4   | 2      |
| 4.  | Japan    | 3  | 0 | 1 | 2 | 6:11  | −5   | 1      |

| 1. Februar 2015, 15:45 Uhr | Estland  | 8 : 6 (3 : 3) | Ungarn   | Jerofej Arena, Chabarowsk 914 Zuschauer |
| 1. Februar 2015, 18:30 Uhr | Lettland | 4 : 0 (3 : 0) | Japan    | Jerofej Arena, Chabarowsk 792 Zuschauer |
| 2. Februar 2015, 12:45 Uhr | Estland  | 5 : 4 (3 : 2) | Lettland | Jerofej Arena, Chabarowsk 207 Zuschauer |
| 2. Februar 2015, 15:30 Uhr | Ungarn   | 5 : 2 (2 : 0) | Japan    | Jerofej Arena, Chabarowsk 319 Zuschauer |
| 3. Februar 2015, 13:30 Uhr | Japan    | 4 : 4 (1 : 3) | Estland  | Jerofej Arena, Chabarowsk 226 Zuschauer |
| 3. Februar 2015, 16:15 Uhr | Lettland | 4 : 1 (1 : 1) | Ungarn   | Jerofej Arena, Chabarowsk 759 Zuschauer |

#### B-Gruppe
Die Spiele der B-Weltmeisterschaft werden im Format 2 × 30 Minuten ausgetragen.
| Pl. |                     | Sp | S | U | N | Tore  | Diff | Punkte |
| 1.  | Niederlande         | 4  | 3 | 1 | 0 | 32:40 | +28  | 7      |
| 2.  | Deutschland         | 4  | 3 | 0 | 1 | 25:90 | +16  | 6      |
| 3.  | Mongolei            | 4  | 2 | 1 | 1 | 19:6  | +13  | 5      |
| 4.  | Volksrepublik China | 4  | 1 | 0 | 3 | 12:19 | −7   | 2      |
| 5.  | Somalia             | 4  | 0 | 0 | 4 | 02:52 | −50  | 0      |

| 1. Februar 2015, 8:15 Uhr  | Mongolei            | 2 : 1 (1 : 0)   | Volksrepublik China | Jerofej Arena, Chabarowsk 300 Zuschauer   |
| 1. Februar 2015, 10:30 Uhr | Somalia             | 0 : 18 (0 : 8)  | Niederlande         | Jerofej Arena, Chabarowsk 1.954 Zuschauer |
| 1. Februar 2015, 21:15 Uhr | Deutschland         | 4 : 2 (1 : 0)   | Mongolei            | Jerofej Arena, Chabarowsk 378 Zuschauer   |
| 2. Februar 2015, 8:15 Uhr  | Volksrepublik China | 1 : 9 (1 : 3)   | Niederlande         | Jerofej Arena, Chabarowsk 88 Zuschauer    |
| 2. Februar 2015, 10:30 Uhr | Somalia             | 1 : 12 (1 : 4)  | Deutschland         | Jerofej Arena, Chabarowsk 244 Zuschauer   |
| 2. Februar 2015, 18:15 Uhr | Mongolei            | 14 : 00 (4 : 0) | Somalia             | Jerofej Arena, Chabarowsk 512 Zuschauer   |
| 2. Februar 2015, 20:30 Uhr | Niederlande         | 5 : 3 (4 : 1)   | Deutschland         | Jerofej Arena, Chabarowsk 424 Zuschauer   |
| 3. Februar 2015, 9:00 Uhr  | Volksrepublik China | 8 : 1 (6 : 0)   | Somalia             | Jerofej Arena, Chabarowsk 241 Zuschauer   |
| 3. Februar 2015, 11:15 Uhr | Niederlande         | 0 : 0 (0 : 0)   | Mongolei            | Jerofej Arena, Chabarowsk 342 Zuschauer   |
| 3. Februar 2015, 19:00 Uhr | Deutschland         | 6 : 1 (5 : 1)   | Volksrepublik China | Jerofej Arena, Chabarowsk 1.726 Zuschauer |

### Endrunde

#### Viertelfinale
Die Spiele der B-Weltmeisterschaft werden im Format 2 × 45 Minuten ausgetragen.
| 4. Februar 2015, 8:30 Uhr  | Estland  | 14 : 3 (8 : 0) | Volksrepublik China | Jerofej Arena, Chabarowsk 84 Zuschauer  |
| 4. Februar 2015, 11:15 Uhr | Lettland | 11 : 5 (6 : 4) | Mongolei            | Jerofej Arena, Chabarowsk 313 Zuschauer |
| 4. Februar 2015, 14:00 Uhr | Ungarn   | 5 : 4 (3 : 0)  | Deutschland         | Jerofej Arena, Chabarowsk 334 Zuschauer |
| 4. Februar 2015, 16:45 Uhr | Japan    | 2 : 4 (1 : 1)  | Niederlande         | Jerofej Arena, Chabarowsk 811 Zuschauer |

#### Halbfinale
Die Spiele der B-Weltmeisterschaft werden im Format 2 × 45 Minuten ausgetragen.
| 5. Februar 2015, 16:30 Uhr | Estland  | 8 : 2 (3 : 0) | Niederlande | Jerofej Arena, Chabarowsk 2.336 Zuschauer |
| 5. Februar 2015, 19:00 Uhr | Lettland | 7 : 5 (5 : 2) | Ungarn      | Jerofej Arena, Chabarowsk 2.487 Zuschauer |

#### Platzierungsspiele 5–9
Die Spiele der B-Weltmeisterschaft werden im Format 2 × 30 Minuten ausgetragen.
| 5. Februar 2015, 9:00 Uhr  | Volksrepublik China | 5 : 7 (5 : 3)  | Mongolei | Jerofej Arena, Chabarowsk 108 Zuschauer |
| 5. Februar 2015, 11:30 Uhr | Deutschland         | 3 : 1 (2 : 0)  | Japan    | Jerofej Arena, Chabarowsk 572 Zuschauer |
| 5. Februar 2015, 14:00 Uhr | Volksrepublik China | 11 : 1 (4 : 1) | Somalia  | Jerofej Arena, Chabarowsk 853 Zuschauer |

#### Kleines Finale
Die Spiele der B-Weltmeisterschaft werden im Format 2 × 45 Minuten ausgetragen.
| 6. Februar 2015, 16:00 Uhr | Niederlande | 1 : 9 (1 : 3) | Ungarn | Jerofej Arena, Chabarowsk 2.050 Zuschauer |

#### Finale
Die Spiele der B-Weltmeisterschaft werden im Format 2 × 45 Minuten ausgetragen.
| 6. Februar 2015, 19:00 Uhr | Lettland | 8 : 3 (3 : 1) | Estland | Jerofej Arena, Chabarowsk 6.314 Zuschauer |